# Pselionema rigidum
Pselionema rigidum är en rundmaskart som beskrevs av Benjamin G. Chitwood 1936. Pselionema rigidum ingår i släktet Pselionema och familjen Ceramonematidae. Inga underarter finns listade i Catalogue of Life.